# Кривеньківська сільська рада
Криве́ньківська сільська́ ра́да — колишня адміністративно-територіальна одиниця та орган місцевого самоврядування в Чортківському районі Тернопільської області. Адміністративний центр — с. Кривеньке.

## Загальні відомості
- Територія ради: 23,551 км²
- Населення ради: 816 осіб (станом на 2001 рік)
- Територією ради протікає річка Кривчик

## Історія
Перша сільська рада в Кривенькому утворена у вересні 1939 року.
У квітні 1944 році сільська рада відновлена.
22 серпня 1954 року до Кривеньківської сільської ради приєднано Васьківську сільську раду.
1 грудня 2020 року увійшла до складу Гусятинської селищної громади.

## Географія
Кривеньківська сільська рада межувала з Великочорнокінецькою, Товстеньківською, Коцюбинчицькою сільськими радами — Чортківського району, та Сидорівською сільською радою — Гусятинського району.

## Населені пункти
Сільській раді були підпорядковані населені пункти:
- с. Кривеньке
- с. Васильків

## Склад ради

### Голови ради
| Прізвище, ім'я, по батькові     | Основні відомості                                    | Дата обрання | Дата звільнення |
| ------------------------------- | ---------------------------------------------------- | ------------ | --------------- |
| Михайло Червоняк                | Сільський голова                                     | 1941         | 1944            |
| Павло Бардецький                | Сільський голова                                     | 1945         | 1946            |
| Іван Дудка                      | Сільський голова                                     |              |                 |
| Роман Миколаєвич                | Сільський голова                                     |              |                 |
| Петро Романець                  | Сільський голова                                     |              |                 |
| Степан Коломия                  | Сільський голова                                     |              |                 |
| Третяк Осипа Степанівна         | Сільський голова                                     | 1990         | 1994            |
| Завацький Богдан Володимирович  | Сільський голова                                     | 1994         | 1998            |
| Кіндзерський Григорій Леонович  | Сільський голова                                     | 2002         | 2006            |
| Добровольська Ольга Анатоліївна | Сільський голова, 1970 року народження, позапартійна | 26.03.2006   | 31.10.2010      |
| Добровольська Ольга Анатоліївна | Сільський голова, 1970 року народження, позапартійна | 31.10.2010   | 25.10.2015      |
| Добровольська Ольга Анатоліївна | Сільський голова, 1970 року народження, позапартійна | 25.10.2015   | 01.12.2020      |

Примітка: таблиця складена за даними сайту Верховної Ради України

#### Секретарі ради
| Прізвище, ім'я, по батькові | Основні відомості | Дата обрання | Дата звільнення |
| --------------------------- | ----------------- | ------------ | --------------- |
| Мушій Ірина Іванівна        | Секретар ради     | 1990         | 1994            |
| Мушій Ірина Іванівна        | Секретар ради     | 1994         | 1998            |
| Капустяник Тетяна Павлівна  | Секретар ради     | 1998         | 2002            |
| Капустяник Тетяна Павлівна  | Секретар ради     | 2002         | 2006            |
| Капустяник Тетяна Павлівна  | Секретар ради     | 2006         | 2010            |
| Капустяник Тетяна Павлівна  | Секретар ради     | 2010         | 2015            |
| Капустяник Тетяна Павлівна  | Секретар ради     | 2015         | 2020            |

### Депутати

#### VII скликання
За результатами місцевих виборів 2015 року депутатами ради стали:
1. Жайворонок Ірина Іванівна
2. Дідик Надія Володимирівна
3. Щиголь Іван Петрович
4. Сенюк Марія Орестівна
5. Капустяник Тетяна Павлівна
6. Шмата Ярослав Романович
7. Мушій Галина Адамівна
8. Карпушина Марія Іллівна
9. Слободян Марія Степанівна
10. Михайлюк Оксана Євгенівна
11. Добровольський Олег Михайлович
12. Крушельницький Ярослав Володимирович

#### VI скликання
За результатами місцевих виборів 2010 року депутатами ради стали:
1. Жайворонок Ірина Іванівна
2. Дідик Надія Володимирівна
3. Капустяник Степан Ярославович
4. Шмата Ярослав Романович
5. Капустяник Тетяна Павлівна
6. Мерза Любов Романівна
7. Капустяник Іван Степанович
8. Мерза Ярослав Йосипович
9. Байдюк Стефанія Юліанівна
10. Михайлюк Сергій Вікторович
11. Добровольський Олег Михайлович
12. Бойчук Ганна Мирославівна

#### V скликання
За результатами місцевих виборів 2006 року депутатами ради стали:
1. Гайдук Іван Степанович
2. Попадюк Ганна Ярославівна
3. Дідик Надія Володимирівна
4. Капустяник Степан Ярославович
5. Капустяник Тетяна Павлівна
6. Сенюк Іван Ярославович
7. Шмата Ярослав Романович
8. Капустяник Іван Степанович
9. Решетило Іван Богданович
10. Кіндзерський Ярослав Львович
11. Надольська Галина Григорівна
12. Верцімага Любов Михайлівна
13. Боднар Зеновій Петрович
14. Бойчук Ганна Мирославівна
15. Саківська Любов Олексіївна

#### IV скликання
За результатами місцевих виборів 2002 року депутатами ради стали:
1. Гнатюк Олександра Теодорівна
2. Попадюк Ганна Ярославівна
3. Венгерчук Богдана Павлівна
4. Капустяник Степан Ярославович
5. Сирова Люба Михайлівна
6. Капустяник Тетяна Павлівна
7. Шмата Ярослав Романович
8. Мельник Віра Михайлівна
9. Решетило Іван Богданович
10. Кіндзерський Ярослав Львович
11. Слободян Марія Степанівна
12. Монастирський Ігор Романович
13. Зіброцький Михайло Богданович
14. Бойчук Зеновій Володимирович
15. Боднарчук Зеновій Васильович

#### III скликання
За результатами місцевих виборів 1998 року депутатами ради стали:
1. Шмата Зеновій Михайлович
2. Сенюк Ярослав Степанович
3. Мусял Володимир Іванович
4. Добровольська Ольга Анатоліївна
5. Саківська Марія Олексіївна
6. Гнатюк Олександра Теодорівна
7. Недостойний Степан Йосипович
8. Саківський Василь Богданович
9. Гнацік Богдан Іванович
10. Сирова Люба Михайлівна
11. Капустяник Тетяна Павлівна
12. Мельник Віра Михайлівна
13. Дячик Володимир Карлович
14. Данчук Семен Пилипович
15. Кіндзерський Ярослав Львович

#### II скликання
За результатами місцевих виборів 1994 року депутатами ради стали:
1. Слободян Марія Степанівна
2. Сенюк Ярослав Степанович
3. Рубаняк Іван Григорович
4. Боднарчук Зеновій Васильович
5. Гнатюк Олександра Теодорівна
6. Венгерчук Богдана Павлівна
7. Капустяник Степан Ярославович
8. Сирова Любов Михайлівна
9. Капустяник Тетяна Павлівна
10. Мельник Віра Михайлівна
11. Данчук Семен Пилипович

#### I скликання
За результатами місцевих виборів 1990 року депутатами ради стали:
1. Гринишин Степан Петрович
2. Горба Зіновій Васильович
3. Зіброцький Михайло Богданович
4. Дідик Василь Йосипович
5. Мушій Ірина Іванівна
6. Гнатюк Олександра Федорівна
7. Дубінський Ярослав Антонович
8. Монастирський Роман Альбінович
9. Сирова Любов Михайлівна
10. Третяк Осипа Степанівна
11. Мовчан Ганна Василівна
12. Попадюк Василь Іванович
13. Капустяник Іван Степанович
14. Темошевська Ольга Іванівна
15. Мельник Віра Михайлівна